# العلاقات العمانية السيشلية
العلاقات العمانية السيشلية هي العلاقات الثنائية التي تجمع بين سلطنة عمان وسيشل.

## مقارنة بين البلدين
هذه مقارنة عامة ومرجعية للدولتين:
| وجه المقارنة                                              | سلطنة عمان    | سيشل                                                |
| --------------------------------------------------------- | ------------- | --------------------------------------------------- |
| المساحة (كم2)                                             | 309.50 ألف    | 459                                                 |
| عدد السكان (نسمة)                                         | 4.64 مليون    | 95.84 ألف                                           |
| الكثافة السكانية (ن./كم²)                                 | 14.99         | 20.88 ألف                                           |
| العاصمة                                                   | مسقط          | فيكتوريا                                            |
| اللغة الرسمية                                             | اللغة العربية | لغة فرنسية، لغة إنجليزية، اللغة الكريولية السيشيلية |
| العملة                                                    | ريال عماني    | روبية سيشلية                                        |
| الناتج المحلي الإجمالي (بليون دولار)                      | 72.64 مليار   | 1.49 مليار                                          |
| الناتج المحلي الإجمالي (تعادل القوة الشرائية) بليون دولار | 179.49 مليار  | 2.54 مليار                                          |
| الناتج المحلي الإجمالي الاسمي للفرد دولار أمريكي          | 15.55 ألف     | 15.48 ألف                                           |
| الناتج المحلي الإجمالي للفرد دولار أمريكي                 | 38.63 ألف     | 26.42 ألف                                           |
| مؤشر التنمية البشرية                                      | 0.793         | 0.772                                               |
| رمز المكالمات الدولي                                      | +968          | +248                                                |
| رمز الإنترنت                                              | عمان          | .sc                                                 |
| المنطقة الزمنية                                           | ت ع م+04:00   | ت ع م+04:00                                         |

## منظمات دولية مشتركة
يشترك البلدان في عضوية مجموعة من المنظمات الدولية، منها:
| علم المنظمة | اسم المنظمة                               | تاريخ انضمام سلطنة عمان | تاريخ انضمام سيشل |
| ----------- | ----------------------------------------- | ----------------------- | ----------------- |
|             | يونسكو                                    | 10 فبراير 1972          | 18 أكتوبر 1976    |
|             | وكالة ضمان الاستثمار متعدد الأطراف        | 1989                    | 15 سبتمبر 1992    |
|             | الأمم المتحدة                             | 7 أكتوبر 1971           | 21 سبتمبر 1976    |
|             | الفريق المعني برصد الأرض                  | ?                       | ?                 |
|             | الاتحاد البريدي العالمي                   | ?                       | ?                 |
|             | البنك الدولي للإنشاء والتعمير             | 1971                    | 29 سبتمبر 1980    |
|             | الاتحاد الدولي للاتصالات                  | 28 أبريل 1972           | 17 سبتمبر 1999    |
|             | منظمة حظر الأسلحة الكيميائية              | ?                       | 29 أبريل 1997     |
|             | مؤسسة التمويل الدولية                     | 1973                    | 11 يونيو 1981     |
|             | المركز الدولي لتسوية المنازعات الاستشارية | 1995                    | 19 أبريل 1978     |
|             | منظمة الشرطة الجنائية الدولية             | ?                       | 1 سبتمبر 1977     |

## وصلات خارجية
- موقع وزارة الخارجية العمانية
- موقع وزارة الخارجية السيشلية